# Fiodor Olgierdowicz

Herb Pogoń Litewska

Fiodor Olgierdowic herbu Pogoń Litewska (ur. ok. 1324/1326, zm. między 10 lutego 1394 a 1400) – książę litewski z dynastii Giedyminowiczów; książę na Kobryniu, Ratnie i Lubomli; protoplasta kniaziów (książąt) Kobryńskich, Hurkowiczów oraz Sanguszkowiczów (Sanguszków).
Zgodnie z listem króla Ludwika Węgierskiego do Franciszka Carrary z 29 września 1377, był najstarszym synem wielkiego księcia litewskiego Olgierda i jego pierwszej żony - Anny. Podobnie jak młodsi bracia, a w przeciwieństwie do synów Olgierda pochodzących ze związku z Julianną Twerską, otrzymał chrześcijańskie imię i został ochrzczony w prawosławiu.
Według Jana Tęgowskiego najprawdopodobniej był dwukrotnie żonaty. Znanych jest jego pięcioro dzieci, z których ostatnia trójka mogła pochodzić z drugiego małżeństwa:
- Roman – książę na Kobryniu, protoplasta kniaziów Kobryńskich,
- Hurko – książę na Dubie, protoplasta kniaziów Hurkowiczów,
- Sanguszko – książę na Ratnie, protoplasta kniaziów Sanguszkowiczów (Sanguszków),
- Anna – matka Bolesława IV księcia mazowieckiego,
- Agafia – żona kniazia Wasyla Ostrogskiego.

Jest prawie pewne, że Fiodor Olgierdowic nie dożył bitwy nad Worsklą 1399 roku, w której zginęli m.in. jego bracia: Andrzej i Dymitr, co pośrednio dowodzi jego starszeństwa pośród synów Olgierda z jego pierwszego małżeństwa.